# FSV Wacker 90 Nordhausen
Der Fußballsportverein Wacker 90 Nordhausen e. V. (FSV Wacker 90 Nordhausen), Kurzname Wacker Nordhausen, ist ein Fußballverein aus der nordthüringischen Stadt Nordhausen.

## Geschichte

### Vereinsentwicklung
Der FSV Wacker 90 Nordhausen geht zurück auf den F.C. Wacker Nordhausen, der am 1. November 1905 von Mitgliedern des evangelischen Jünglingsvereins Nordhausen gegründet wurde. Auf der Mitgliederversammlung vom 14. Juli 1906 wurde eine Jugendabteilung gegründet und einstimmig beschlossen, „außer dem Fußball noch andere leibeskräftigende Übungen … zu betreiben.“ Der FC Wacker 05 wurde deshalb in SV Wacker 05 Nordhausen umbenannt. Am 11. Juli 1908 erfolgte im Restaurant „Am Schlachthof“ der Zusammenschluss der Vereine SV Wacker 05 Nordhausen und B.S.C. Mars Nordhausen zum SV Wacker-Mars Nordhausen. Im Juli 1918 beschlossen die Mitglieder, den Vereinsnamen zu ändern. Aus der Spielvereinigung SV Wacker-Mars wurde der Sportverein 1. SV Wacker 05 Nordhausen.
Nach der Auflösung aller Sportvereine im Jahr 1945 wurde die SG Nordhausen gegründet. Vor der Saison 1948/49 wurde die Sparte Fußball der SG Nordhausen zunächst an die bestehende BSG Lok Nordhausen angeschlossen, die nach einem Trägerbetriebswechsel den Namen BSG KWU Nordhausen führte. Am 1. September 1949 kam es zur Gründung der größten Sportgemeinschaft der Region, der BSG Motor Nordhausen, die aus der BSG IFA-ABUS hervorging. Die Sektion Fußball von KWU Nordhausen wurde Ende 1950 in die bestehende BSG Motor Nordhausen eingegliedert, um die Leistungsstärke dieser Sektion zu erhöhen. Zur Saison 1951/52 traten die Nordhäuser als BSG Motor Nordhausen-West an und trugen diesen Namen bis Ende der Saison 1975/76. Dann wurde der Zusatz „West“ gestrichen und die Mannschaft spielte bis 1990 als BSG Motor Nordhausen. Nach der politischen Wende in der DDR wurde am 31. März 1990 der eingetragene Verein FSV Wacker 90 Nordhausen gegründet, er zählte Anfang 2013 rund 270 Mitglieder.

### Fußballsport

#### SV Wacker im Kaiserreich und im Deutschen Reich (1906–1945)
Nach der Vereinsgründung spielte Wacker Nordhausen zunächst nur unterklassig. Insgesamt nahm der Verein siebenmal an der Endrunde um die mitteldeutsche Meisterschaft teil, erreichte jedoch nur zweimal die zweite Runde. Die Qualifikation zur 1933 neu gegründeten Gauliga Mitte wollte ihm bis 1944 nicht gelingen.

#### BSG Motor in der DDR (1949–1990)
Nach dem Zweiten Weltkrieg beteiligte sich die BSG KWU 1949/50 erstmals an der Thüringer Fußballmeisterschaft, sie wurde in der Landesklassenstaffel 1 Zweiter. Damit hatte sich die nun als Motor Nordhausen antretende BSG für die zweitklassige DDR-Liga qualifiziert. In ihrer ersten Saison wurden die Nordhäuser in der Südstaffel Neunter und mussten in der Relegation gegen den Nord-Neunten Einheit Wismar antreten. Nordhausen sicherte sich mit einem 7:0-Sieg den Klassenerhalt und verpasste 1950/51 mit Staffelplatz 2 den Aufstieg in die Erstklassigkeit nur knapp. Bis zur Saison 1956 spielte Nordhausen ohne Unterbrechung in der I. DDR-Liga, nach dem Abstieg 1955 bis 1962 in der drittklassigen II. DDR-Liga. Als Tabellenzweiter der Staffel 3 stieg Motor West 1961/62 wieder in die I. DDR-Liga auf, um sofort wieder abzusteigen. Da die II. DDR-Liga aufgelöst worden war, musste Nordhausen 1963/64 in der nun drittklassigen Bezirksliga Erfurt antreten. 1964/65 wurde Motor West zwar Bezirksmeister, scheiterte aber sieglos in der Aufstiegsrunde zur DDR-Liga. Ein Jahr später gelang zwar der Aufstieg in die DDR-Liga, doch stieg Nordhausen im nächsten Jahr wieder ab. Erst ab 1969 konnte sich Motor Nordhausen dauerhaft in der DDR-Liga etablieren. In der Saison 1981/82 nahm die Mannschaft als Sieger der Liga-Staffel E an der Aufstiegsrunde zur Oberliga teil, drei Unentschieden und fünf Niederlagen aus acht Spielen reichten jedoch nicht zum Aufstieg. Nach der Saison 1988/89 musste Nordhausen wieder in der Bezirksliga antreten; der Verein qualifizierte sich aber 1990 als Bezirksmeister Erfurt im Spielbetrieb des DFB für die Oberliga Nordost. In der Ewigen Tabelle der DDR-Liga belegt Motor Nordhausen den 10. Platz.
| Ligenübersicht 1950 bis 1990 |
| --- |
| - 1950/51–1955 DDR-Liga (2. Liga) - 1955–1961/62 II. DDR-Liga (3.) - 1962/63 I. DDR-Liga (2.) - 1963/64–1965/66 Bezirksliga (3.) - 1966/67 DDR-Liga - 1967/68–1968/69 Bezirksliga - 1969/70–1988/89 DDR-Liga - 1989/90 Bezirksliga |

Motor Nordhausen bzw. seine Vorgängergemeinschaften beteiligten sich zwischen 1949 und 1990 insgesamt 35 Mal an den Wettbewerben um den DDR-Fußballpokal. Die größten Erfolge waren das Erreichen des Viertelfinales in den Jahren 1954 und 1986.

#### FSV Wacker in der Bundesrepublik (1990–)
Ab der Saison 1991/92 spielte der Verein in der Oberliga Nordost, wurde dort in der Saison 1994/95 Meister und stieg damit in die Regionalliga Nordost auf. Dort erreichten die Nordhäuser in den ersten beiden Spielzeiten mit einem elften und einem zwölften Platz den Klassenerhalt, bevor sie als Tabellen-17. wieder in die Oberliga abstiegen. 2001 stieg der Verein aus der Oberliga ab und musste Insolvenz anmelden. Zwischenzeitlich spielte Wacker deshalb sogar in der sechstklassigen Landesklasse. 2005 stieg der Verein wieder in die Thüringenliga auf und belegte dort in der ersten Saison einen achtbaren vierten Tabellenplatz. 2012 gelang ihm als Meister der Liga nach elf Jahren die Rückkehr in die nunmehr allerdings nur noch fünftklassige Oberliga Nordost. Ein Jahr später war sogar der „Durchmarsch“ in die nun viertklassige Regionalliga Nordost perfekt.
Erfolgreich war der Verein vor allem im Thüringer Landespokal, den die Nordhäuser viermal gewinnen konnten. 1992 wurde im Finale Wismut Gera besiegt, 1996 und 1997 gewann Wacker die Endspiele gegen den FC Rot-Weiß Erfurt. Im Mai 2019 konnte man den Pokal nach 22 Jahren erneut nach Nordhausen holen. Im Erfurter Steigerwaldstadion wurde FSV Preußen Bad Langensalza mit 5:0 geschlagen. Durch die Pokalsiege auf Verbandsebene spielten die Nordhäuser mehrmals in der Hauptrunde des DFB-Pokal. Dort war jedoch gegen den 1. FC Köln (0:8), den TSV 1860 München (1:5), den Hamburger SV (1:3) und zuletzt Erzgebirge Aue (1:4) stets in der ersten Runde Schluss.
Im Dezember 2019 meldete die Spielbetriebs-GmbH aufgrund von Zahlungsunfähigkeit Insolvenz an; der Verein soll 9,6 Millionen Euro Schulden angehäuft haben. Wenig später gab Insolvenzverwalter Peter Staufenbiel bekannt, dass die bisher kommunizierten 9,6 Millionen Euro Schulden viel zu hoch angesetzt wären. Eine genaue Summe wurde seinerseits allerdings nicht genannt. Im Zuge dessen wurden der ersten Mannschaft des Vereins, die bis dato um den Aufstieg gespielt hatte, durch den ausrichtenden NOFV neun Punkte abgezogen, weshalb sie ins untere Tabellendrittel rutschte. Viele Spieler verließen den Verein ablösefrei, zur Aufrechterhaltung des Regionalligaspielbetriebs mussten mehrere Akteure aus der Oberligamannschaft in den Kader berufen werden.
Am Ende der Saison 2022/23 beendete der FSV Wacker die Saison in der NOFV-Oberliga Süd nur auf dem 15. Tabellenplatz mit 36 Punkten und stieg damit ab. Wacker Nordhausen spielt damit zur Saison 2023/24 in der Thüringenliga.

Logohistorie
1. SV Wacker 05 (1918–1945)
BSG Motor Nordhausen West
BSG Motor (1976–1990)
FSV Wacker 90 (seit 1990)

## Stadion und Fans

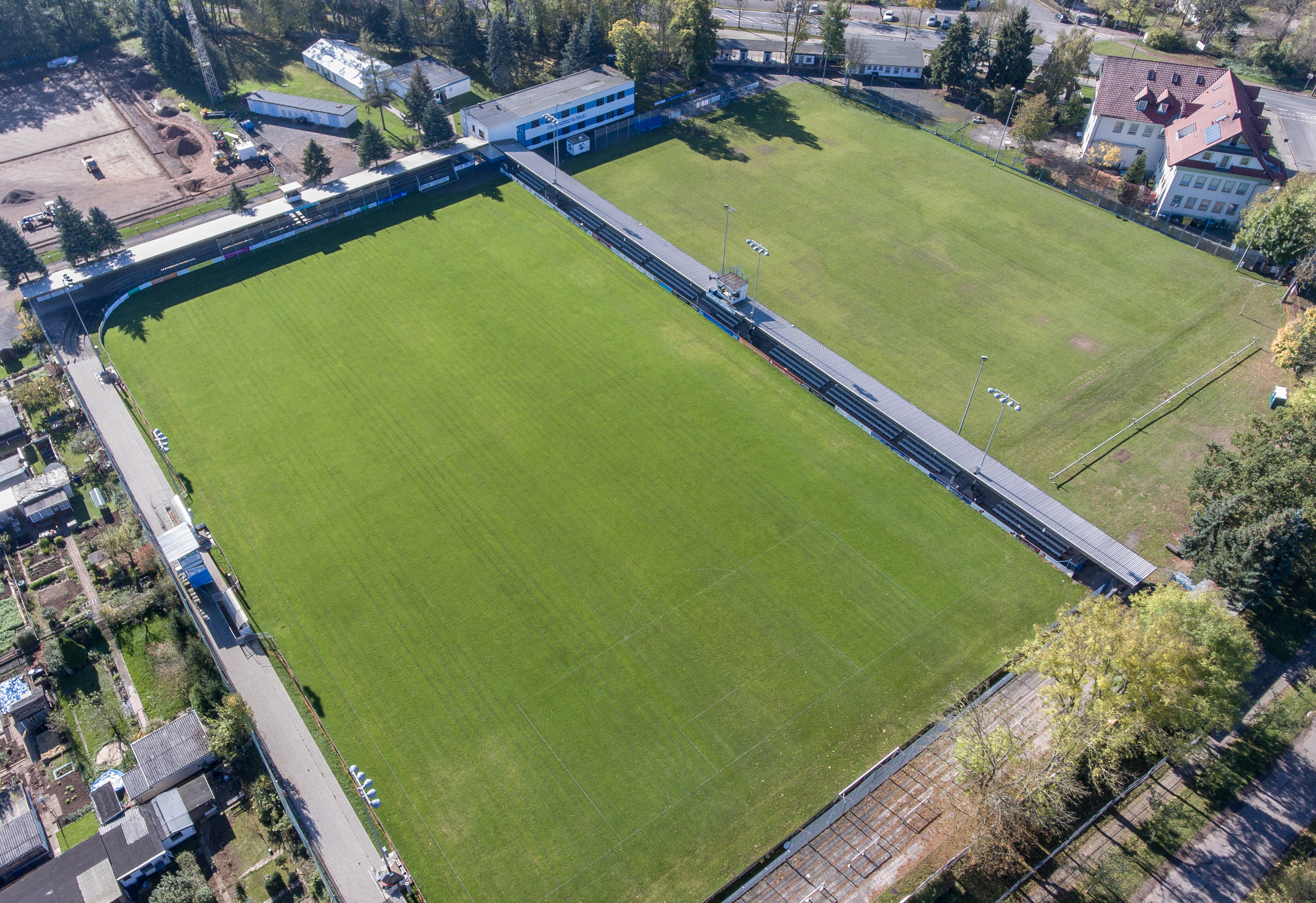
Hauptplatz im Albert-Kuntz-Sportpark (AKS)

Der am 26. August 1923 eröffnete Wacker-Sportpark verfügt über 8.088 Plätze, wobei es 1.088 überdachte Sitzplätze und 1.500 überdachte Stehplätze gibt. Im September 1951 erhielt der Platz den Namen Albert-Kuntz-Sportpark nach dem KPD-Politiker Albert Kuntz. Die meisten Zuschauer kamen mit jeweils 10.000 1953 gegen Dynamo Dresden und 1967 gegen FC Rot-Weiß Erfurt.
Zu Regionalligazeiten kamen im Durchschnitt zwischen 1300 und 1700 Zuschauer zu den Spielen von Wacker Nordhausen. In der Thüringenliga kamen im Schnitt nur noch weniger als 400 Zuschauer zu den Spielen. Eine Freundschaft pflegen die Fans des FSV Wacker Nordhausen mit den Fans vom VFC Plauen. Der größte Rivale der Nordhäuser ist der BSV Eintracht Sondershausen, der ebenfalls in der Thüringenliga spielte. Noch dazu führen die Fans eine Rivalität zu Wismut Gera (die eine Freundschaft mit den Fans der BSV Eintracht pflegen).

## Persönlichkeiten
- Guido Gorges – bestritt 29 Bundesligaspiele für TSV 1860 München und Hannover 96
- Albert Krebs – war von 1986 bis 1988 Trainer in Nordhausen
- Lutz Lindemann – bestritt 205 Oberligaspiele für Rot-Weiß Erfurt und FC Carl Zeiss Jena und 21 Länderspiele für die DDR; spielte in der Saison 1970/71 für die BSG Motor Nordhausen West
- Petrik Sander – ehemaliger Trainer des damaligen Zweit- bzw. Erstligisten Energie Cottbus und ehemaliger Trainer des damaligen Dritt- und Viertligisten FC Carl Zeiss Jena; spielte in der Saison 1986/87 bei der BSG Motor Nordhausen und erzielte in der Saison 15 Tore
- Jörg Weißhaupt und Horst Weißhaupt – spielten beide lange Zeit für Rot-Weiß Erfurt in der DDR-Oberliga
- Marco Weißhaupt – bestritt 101 Bundesligaspiele für den Hamburger SV, den SC Freiburg und Hansa Rostock und erzielte dabei 9 Tore
- Maurizio Gaudino – war in der Saison 2016/17 Sportdirektor bei FSV Wacker 90 Nordhausen
- Tomislav Piplica – ehemaliger Torwarttrainer bei FSV Wacker 90 Nordhausen
- Marco Sailer – war über 3 Saisons Spieler bei FSV Wacker 90 Nordhausen

### Ehrenmitglieder
- Rolf Töpperwien
- Klaus Verkouter
- Harald Dressler[6]